# حق الصمت
حق الصمت أو الحق في التزام الصمت هو مبدأ قانوني يضمن لأي شخص الحق في رفض الإجابة على أسئلة الموظفين المكلفين بإنفاذ القانون أو أسئلة مسؤولي المحكمة. يُعتبر الحق في التزام الصمت حقًا قانونيا معترفًا به، بشكل صريح في الدستور أو بشكلٍ عرفي، في العديد من الأنظمة القضائية حول العالم.
يشتمل الحق في الصمت على عدد من القضايا التي ترتكز بشكلٍ أساسي على حق المتهم أو المدعى عليه في رفض التعليق أو تقديم الإجابة على أي سؤال يُطرح عليه عند استجوابه، سواءً قبل بدء الإجراءات القانونية في المحكمة أو حتّى أثناءها. من الممكن أن يكون هذا الحق هو حق تجنب تجريم الذات، أو الحق في التزام الصمت أثناء الاستجواب. من الممكن أن يشمل الحق في التزام الصمت أيضًا حكمًا يمنع القاضي أو هيئة المحلفين من أن يقوموا باستنتاجات سلبية فيما يتعلق برفض المدعي عليه للإجابة على الأسئلة الموجهة إليه قبل المحاكمة أو أثناءها أو أي إجراء قانوني آخر. يشكّل هذا الحق جزءًا صغيرًا فقط من الحقوق التي يمتلكها المدعى عليه.
يعود الأصل في وضع مبدأ »الحق في الصمت «إلى اعتراض المحامي والقاضي البريطاني الشهير إدوارد كوك على المحاكم الكنسية وعلى أحكام »الالتزام بالقسم «التي تصدرها هذه المحاكم بصفتها الرسمية. تم اعتماد مبدأ الحق في التزام الصمت في إنكلترا في أواخر القرن السابع عشر كرد فعل شعبي على تجاوزات المحاكم الملكية في التحقيقات التي تجريها مع المتهمين. يشكل إبلاغ المشتبه بهم في الولايات المتحدة بحقهم في التزام الصمت وبالعواقب المترتبة على تخليهم عن هذا الحق جزءًا رئيسيًا من »تحذير ميراندا«.

## التاريخ

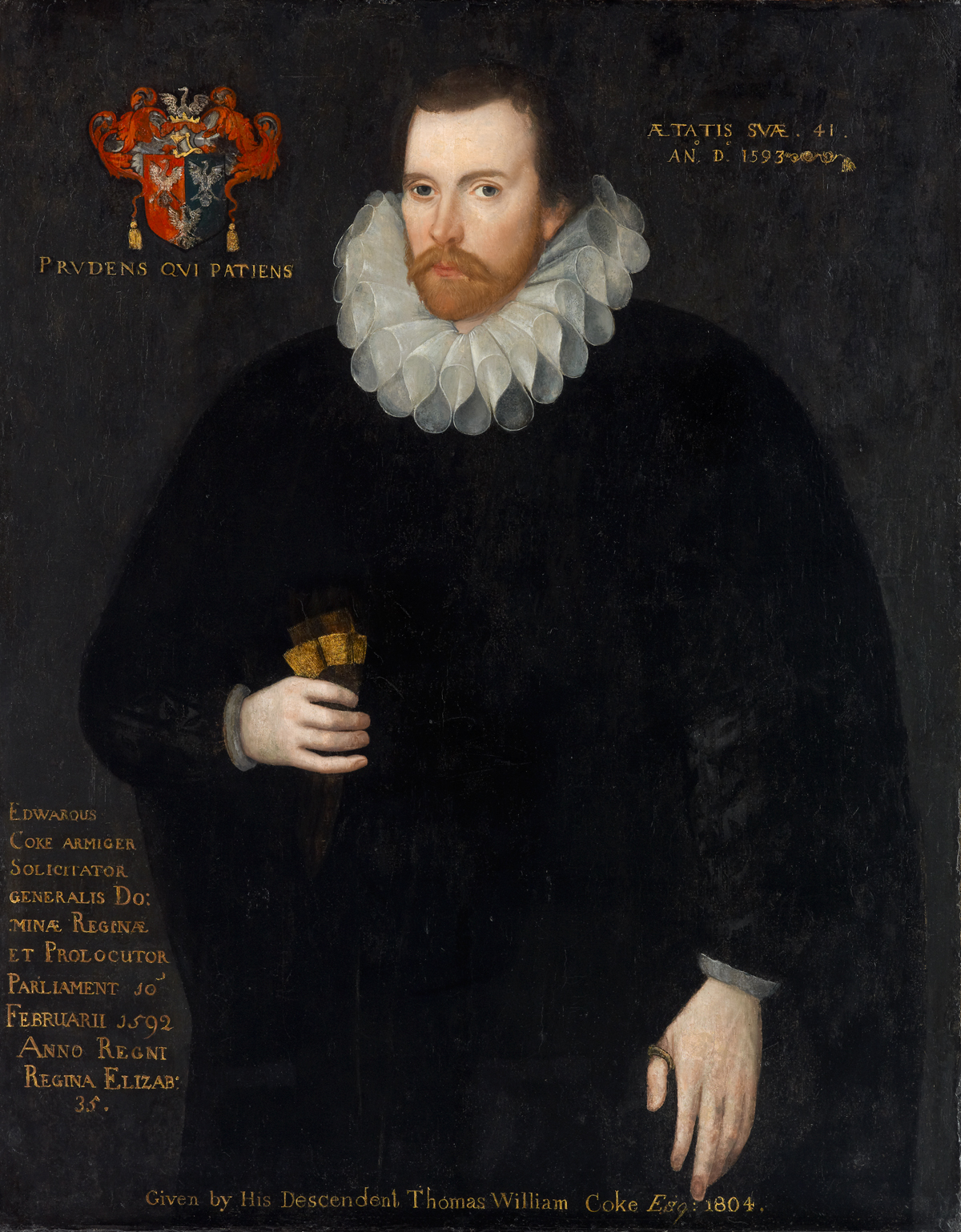
القاضي الإنجليزي السير إدوارد كوك

تعتبر أسباب اعتماد مبدأ التزام الصمت وتاريخه أمورًا مبهمة إلى حد ما. أصبح النص القانوني اللاتيني الذي يقول (الشخص غير ملزم بتعريض نفسه للاتهام) بمثابة صرخة مدوية للمعارضين السياسيين ورجال الدين الذين تمت مقاضاتهم في القرن السادس عشر في محكمة (غرفة الملك) الإنكليزية وفي مكتب المفتش العام. أُجبر الأشخاص الذي كانوا يلجأون إلى هذه المحاكم على أداء قسم يضطرهم إلى الإجابة بصدق على الأسئلة الموجهة لهم دون معرفة الأمور التي يُتهمون بها. أدى هذا الأمر إلى خلق ما يطلق عليه »المأزق الثلاثي القاسي «حيث أُجبر المتهمون على الاختيار بين شهادة الزور (التي كانت عقوبتها الإعدام) في حال كذبوا تحت القسم بهدف حماية أنفسهم، والعقوبة القاسية على ازدراء المحكمة في حال رفضوا الإجابة، أو خيانة واجبهم الفطري في الحفاظ على الذات في حال أجابوا بالحقيقة لكي لا يحنثوا بيمينهم. يُعتبر تحدي السير إدوارد كوك للمحاكم الكنسية وقسمها -التي تفرضه بصفتها الرسمية- منشأ مبدأ الحق في التزام الصمت. وجّه كوك من خلال قراره القاضي بإعطاء محاكم القانون الحق في إصدار أوامر حظر لمثل هذه الأيمان التي تتعارض مع القانون العام (كما هو موجود في تقاريره ومؤلفاته) الضربةَ الحاسمة للقسم التي تفرضه المحكمة على المتهمين بحكم سلطتها القضائية ولمكتب المفتش العام.
أصبح الحق في الصمت، بعد الثورات البرلمانية التي وقعت –وفقًا لبعض الروايات التاريخية- أواخر القرن السابع عشر، راسخًا في القانون كردّ فعل شعبي على تجاوزات المحاكم الملكية في التحقيقات التي تجريها مع المتهمين. أدى رفض إجراءات محكمة (غرفة الملك) وإجراءات مكتب المفتش العام في نهاية المطاف إلى اعتماد هذا المبدأ. لا يتوجب، وفقًا للحقوقي وخبير قانون الأدلة الأمريكي جون هنري ويغمور، على أي شخص أن يدين نفسه، بأي تهمة، بعض النظر عن الوضع القانوني له، وفي أي محكمة (ليس في المحاكم الكنسية أو في محكمة »غرفة الملك «فحسب). تمت توسعة نطاق هذا المبدأ خلال عصر استرداد الملكية الإنكليزية (بدءًا من عام 1660) ليشمل الشاهد العادي، وليس الطرف المتهم فحسب.
لم يكن –بالرغم مما سبق- الحق في التزام الصمت حقيقة ملموسة بالنسبة لجميع المتهمين في المحاكم الإنكليزية في الفترة اللاحقة، إذ غالبًا ما كان يُعتقد أن المتهم الذي يبقى صامتًا –مع الأخذ في عين الاعتبار محدودية القدرة على الوصول إلى مستشار قانوني (الأمر الذي يعتمد على الحالة الاجتماعية للمتهم)، وتغير معيار الأدلة، وعدم الثقة التي يبديها النظام القضائي بشكل عام للمتهمين الصامتين- مذنبًا ويحكم عليه بالسجن. ومع ذلك، فقد ظل الحق في التزام الصمت حقًا أساسيًا متاحًا للمتهمين، وكانت ممارسته أمرًا مقبولًا على مدى القرون القليلة الماضية. لم تختف، في إنكلترا، ممارسات الاستجواب القضائي للأشخاص المتهمين أثناء المحاكمة (باعتبارها مختلفة عن الاستجواب قبل محاكمتهم) حتى وقت متأخر من القرن الثامن عشر، في الوقت الذي أصبح فيه –بحلول القرن التاسع عشر- إدلاء المتهمين لشهاداتهم مع قسم –حتى لو أرادوا ذلك- أمرًا غير مقبول. ويُقال أيضًا إن ذلك كان رد فعل على حالات عدم الإنصاف في محكمة »غرفة الملك «وفي مكتب المفتش العام.
ظلّ الحق في التزام الصمت –في البلدان التي كانت في السابق جزءًا من الإمبراطورية البريطانية (كدول الكومنولث والولايات المتحدة وجمهورية أيرلندا)- مكرسًا في تقاليد القانون العام الموروث من إنكلترا، على الرغم من أنّه لم يعد ساريًا في إنكلترا وويلز، حيث يمكن أن تعتبر هيئات المحلفين التزامَ الصمت علامة على الشعور بالذنب. لا يزال القانون الإسكتلندي، غير المشتق من القانون الإنكليزي بل المنفصل عنه تمامًا- يدعم الحق الكامل في الصمت. كان الحق في التزام الصمت في الولايات المتحدة موجودًا قبل الثورة الأمريكية، ومع ذلك، فقد اعتبر هذا الحق واحدًا من أهم الضمانات التي تحمي المواطنين من الإجراءات التعسفية للدولة، والتي ضمنها التعديل الخامس للدستور الأمريكي تحت بند »الإجراءات القانونية الواجبة «التي ذُكرت لأول مرة في تشريع إدوارد الثالث في عام 1354، الذي ينطوي على صياغة مماثلة لتلك المنصوصة في التعديل الخامس.
امتد الحق في الصمت إلى العديد من دول الإمبراطورية البريطانية. من الممكن اليوم رؤية المسارين المختلفين والمتباينتين اللذان تطورت خلالهما هذه الحقوق وفقًا للقانون الأنجلوأمريكي (الأول من خلال الحقوق الذي يعبر عنها الدستور الراسخ، والثاني الذي تعبر عنه القوانين البرلمانية التي تحدد الحقوق العامة وأشكال الحماية في القانون العام) في دول الكمونولث كأستراليا ونيوزلندا حيث لا يزال ضباط الشرطة مطالبين بموجب القانون العام بإصدار تحذيرات »مشابهة لتحذير ميراندا «(دون وجود علاقة مباشرة بين هذه التحذيرات وتحذير ميراندا الأمريكي) وإبلاغ المعتقلين بحقهم في رفض الإجابة على أي سؤال، وأنّه من الممكن أن يتم استخدام أي تصريح يدلون به أو فعل يقومون به في المحكمة كدليل ضدّهم. يتوجّب على الشرطة أيضًا تحديد فيم إذا فهم المعتقل حقوقه هذه أم لم يفهمها، يمكن أن يعرّض أي فشل في أداء هذه المهمة أفراد الشرطة لخطر الملاحقة الجنائية. على الرغم من الاختلاف بين التحذيرات في دول الكومنولث وتحذير ميراندا الأمريكي، لكنّها تتشارك الهدف الذي يعود بأصله إلى تقاليد القانون العام الموروث. على أي حال، لا يُقبل -في أستراليا على سبيل المثال- أي شيء يقوله المتهم -أثناء استجواب الشرطة له خلال عملية احتجازه- كدليل ضدّه ما لم يتمّ إثباته، من خلال تسجيل صوتي أو فيديو.